# هنري زيبراوسكي
هنري زيبراوسكي (بالإنجليزية: Henry Zebrowski) مواليد (1 مايو، 1984) ممثل وكوميدي أمريكي، ظهر في عدة أعمال تلفزيونية وسنمائية: ذئب وول ستريت (2013) و نتفليكس يقدم: الشخصيات (2016).

## أبرز أعماله

### أعمال تلفزيونية
- 2010: القانون والنظام: الوحدة الخاصة للضحايا
- 2012: فتيات
- 2016: نتفليكس يقدم: الشخصيات

### أعمال سينمائية
- 2013: ذئب وول ستريت

## وصلات خارجية
- هنري زيبراوسكي على موقع IMDb (الإنجليزية)
- هنري زيبراوسكي على موقع ألو سيني (الفرنسية)
- هنري زيبراوسكي على موقع ميوزك برينز (الإنجليزية)
- هنري زيبراوسكي على موقع أول موفي (الإنجليزية)
- هنري زيبراوسكي على موقع قاعدة بيانات الفيلم (الإنجليزية)
- هنري زيبراوسكي على موقع كينوبويسك (الروسية)